# Ізяківська сільська рада
Ізя́ківська сільська рада (рос. Изяковский сельский совет) — муніципальне утворення у складі Благовіщенського району Башкортостану, Росія. Адміністративний центр — село Верхній Ізяк.

## Населення
Населення — 1052 особи (2019, 1152 в 2010, 1092  2002).

## Склад
До складу поселення входять такі населені пункти:
| Населений пункт           | Населення, осіб (2002) | Населення, осіб (2010) |
| ------------------------- | ---------------------- | ---------------------- |
| Верхній Ізяк, село        | 508                    | 558                    |
| Горний Уразбай, присілок  | 20                     | 23                     |
| Нижній Ізяк, присілок     | 240                    | 256                    |
| Новомінзітарово, присілок | 79                     | 61                     |
| Рафіково, присілок        | -                      | -                      |
| Торновка, присілок        | 13                     | 22                     |
| Успенка, присілок         | 131                    | 139                    |
| Шаріповка, присілок       | 101                    | 93                     |